# Nadja Kampschulte
Nadja Kampschulte (ur. 5 września 1992) – niemiecka lekkoatletka specjalizująca się w skoku wzwyż. 
Podczas mistrzostw świata juniorów młodszych (2009) zajęła szóste miejsce, a dwa lata później zdobyła w Tallinnie brązowy medal juniorskich mistrzostw Europy. Reprezentantka Niemiec w meczach międzypaństwowych. 
Rekordy życiowe: stadion – 1,88 (24 lipca 2011, Tallinn); hala – 1,91 (5 lutego 2012, Leverkusen). 

## Osiągnięcia
| Rok  | Impreza                               | Miejsce          | Pozycja           | Wynik |
| ---- | ------------------------------------- | ---------------- | ----------------- | ----- |
| 2009 | Mistrzostwa świata juniorów młodszych | Tyrol Południowy | 6. miejsce        | 1,82  |
| 2011 | Mistrzostwa Europy juniorów           | Tallinn          | 3. miejsce        | 1,88  |
| 2013 | Młodzieżowe mistrzostwa Europy        | Tampere          | el. – 21. miejsce | 1,77  |